# 김용성 (경기도의원)
김용성(金龍成, 1968년 11월 17일~)은 대한민국의 정치인이다. 2016년 6월 24일 더불어민주당에 입당한 그는 2년 후 2018년 6월 지선에 당선되어, 현재 제10·11대 경기도의회 재선 도의원(2018년 7월~)을 지내고 있는 이이기도 하다.

## 주요 경력
- 제11대 경기도의회 의원(재선)
- 대통령직속 국가균형발전위원회 자문위원
- 더불어민주당 중앙당 부대변인
- 더불어민주당 중앙당 을지키는 민생실천위원회 부위원장
- 경기도의회 독도수호특별위원회 위원장
- 더불어민주당 경기도당 농어민위원장
- 경기도 스포츠인권 특별대책TF 위원장
- 더불어민주당 경기도당 대변인
- 경기도 체육진흥위원회 부위원장
- 제10대 경기도의회 전반기 문화체육관광위원회 위원
- 제10대 경기도의회 의원

## 학력
- 연세대학교 대학원 지방자치행정학과 석사(2002년 2월)
- 연세대학교 행정대학원 도시행정학과 석사(2006년 2월)

## 수상
- 도전한국인운동협회 도전한국인운동본부 도전한국인 모범 도의원상

## 역대 선거 결과
|  | 52.81% |

|  | 51.04% |